# آنگل یوردانسکو
آنگل یوردانسکو (انگلیسی: Anghel Iordănescu؛ زادهٔ ۴ مهٔ ۱۹۵۰) یک بازیکن سابق و مربی فوتبال اهل رومانی است.
از باشگاه‌هایی که در آن بازی کرده‌است می‌توان به استوا بخارست اشاره کرد، وی همچنین در تیم ملی فوتبال رومانی بازی کرده‌است.
یوردانسکو مربی تیم‌هایی همچون استوا بخارست، تیم ملی فوتبال رومانی، تیم ملی فوتبال یونان، الهلال عربستان سعودی، راپید بخارست، العین و الاتحاد عربستان سعودی را در کارنامه دارد.

## افتخارات

### بازیکن
استوابخارست
- لیگ دسته اول فوتبال رومانی: ۱۹۷۵–۷۶، ۱۹۷۷–۷۸
- جام حذفی فوتبال رومانی: ۱۹۶۹–۷۰، ۱۹۷۰–۷۱، ۱۹۷۵–۷۶، ۱۹۷۸–۷۹
- لیگ قهرمانان اروپا: ۱۹۸۵–۸۶

رومانی
- جام بالکان: ۱۹۷۷–۸۰

### مربی
استوا بخارست
- لیگ دسته اول فوتبال رومانی: ۱۹۸۶–۸۷، ۱۹۸۷–۸۸، ۱۹۸۸–۸۹، ۱۹۹۲–۹۳
- جام حذفی فوتبال رومانی: ۱۹۸۶–۸۷، ۱۹۸۸–۸۹
- جام بین قاره‌ای: نایب قهرمان ۱۹۸۶
- سوپرجام اروپا: ۱۹۸۶
- لیگ قهرمانان اروپا: نایب قهرمان ۱۹۸۸–۸۹

الهلال
- لیگ قهرمانان آسیا: ۱۹۹۹–۰۰
- Saudi Crown Prince Cup: ۱۹۹۹–۰۰
- Gulf Club Champions Cup: نایب قهرمان ۲۰۰۰

العین
- جام ریاست جمهوری فوتبال امارات: ۲۰۰۱

الاتحاد
- لیگ قهرمانان آسیا: ۲۰۰۵
- UAFA Arab Champions League: ۲۰۰۵